# Agave rutteniae
Agave rutteniae là một loài thực vật có hoa trong họ Măng tây. Loài này được Hummelinck mô tả khoa học đầu tiên năm 1936.